# Truths, lies and half lies
Truths, lies and half lies is een studioalbum van Mr. So & So. Die Britse muziekgroep leverde onregelmatig albums af. Zo ook met dit album dat na een periode van vier jaar stilte volgde. De muziek wisselt gedurende de nummers en het album qua stemming. Ook in het toepassen van het aantal decibels zit bijvoorbeeld een groot verschil tussen de opening van het album (vrij luid) en de slottrack (rustig). 
Mr. So & So is geen grote speler in de markt van de progressieve rock; het album kwam door crowdfunding onder fans tot stand.

## Musici
- Charlotte Evans (Charlotte) – zang, tamboerijn
- Dave Foster (The Dave) – gitaar
- Shaun McGowan (Magoo) – zang, basgitaar, bouzouki, didgeridoo fluitjes etc
- Andy Rigler (Andy) – toetsinstrumenten
- Stuart Browne (Stu) – slagwerk
- LB - stem

## Muziek
| Nr. | Titel                                        | Duur  |
| --- | -------------------------------------------- | ----- |
| 1.  | Paperchase (Foster, McGowan)                 | 8:20  |
| 2.  | Apophis (Foster, McGowan, Browne, Rigler)    | 6:44  |
| 3.  | Truths, lies and half lies (Foster, McGowan) | 4:04  |
| 4.  | House of dreams (McGowan)                    | 3:30  |
| 5.  | Looking glass (McGowan)                      | 3:15  |
| 6.  | Jingo (Rigler, Foster, McGowan)              | 7:41  |
| 7.  | You’re coming home (Foster, McGowan)         | 7:35  |
| 8.  | Breathe (Rigler, McGowan)                    | 5:08  |
| 9.  | Time for a change (Foster, McGowan)          | 4:47  |
| 10. | Compliance (Browne, McGowan)                 | 5:22  |
| 11. | Please (Foster, McGowan, Rigler)             | 10:21 |

In het dankwoord aandacht voor:
- Steve Rothery en Marillion (Dave Foster speelde af en toe in de band rondom Steve Rothery)
- Also Eden (Andy speelde daarmee)
- The Reasoning